# Mammea acuminata
Mammea acuminata, vrsta tropskog stabla porodice Calophyllaceae, red Malpighiales, koje raste na otoku Borneu, gdje je poznato pod lokalnim imenom Kayu putih doroh.
Naraste do 11 metara visine, vrlo velikih listova a rodi žutim jestivim plodovima oblika banane dugim oko 44 mm. Možda je identično vrsti Ochrocarpos acuminatus Kosterm.